# بنك العظام
بنك العظام هو مستودع للعظام يمكن استخدامه في العمليات الجراحية، حيث يستخدم الأطباء العظام لإصلاح الكسور، واستبدال العظام المريضة، أو لحشو أجزاء العظام غير الموجودة في الأطفال والكبار. تأتي العظام المحفوظة في بنك العظام من الأشخاص الذين أزيلت عظامهم الصحيحة بالبتر أو بعملية جراحية. ويجري قطع العظام إلى شرائح صغيرة أو قطع رقيقة ليسهل تخزينها. وتستخدم أساليب جراحية حذرة للتأكد من أن العظام معقمة. وتحفظ بالتجميد أو باستخدام كيميائيات خاصة.